# ロシア東方辺境

ロシア東方辺境
Российская Восточная Окраина (ロシア語)

国歌: Коль слáвен наш Госпóдь в Сиóне（ロシア語）
シオンにおける主の栄光は

ロシア東方辺境（ロシアとうほうへんきょう、ロシア語: Российская Восточная Окраина 英語: Russia Eastern Outskirts）は、ロシア内戦の間にロシアの東部に存在していた地方政府である。
1919年に西シベリアの白軍は赤軍に敗れた。1920年1月4日、白軍最高指揮官のアレクサンドル・コルチャークはアタマン・グリゴリー・セミョーノフに対し「ロシア東方辺境の領土全体の民間・軍事の最高権力」となるよう命じた。同月16日、セミョーノフはチタを中心として、シベリア出兵中の日本軍の支援を受け、カデットのセルゲイ・タスキン (ru) を長とする「ロシア東方辺境政府」を発足した。
4月6日には、ヴェルフネウジンスクで緊急に招集された制憲議会が極東共和国の樹立を宣言し、5月14日には日本軍も極東共和国との会談に同意した。会談は同月24日からゴンゴタの鉄道駅で開かれ、日本側は、統一極東政府の形成過程においてロシア東方辺境政府が対等な一翼を担うよう主張した。しかし、極東共和国側はこの要求を拒否し、会談は行き詰まった。7月3日には日本軍がシベリアからの撤兵を布告した。東方辺境政府が日本軍の支援なしに存続し得ないことを理解していたセミョーノフは、日本側に撤兵を4か月遅らせてくれるよう求め、また沿海州ゼムストヴォに対して合併を持ちかけたりもしたが、いずれも不調に終わった。
7月17日、極東共和国代表とシベリア駐留日本軍代表は緩衝国建設覚書を締結した。日本軍の後ろ盾を失った白軍は南東へ撤退し、中国領へ退却する準備を始めた。僅かな部隊のみがチタに留まり、シベリア鉄道の封鎖を続けた。9月には臨時東ザバイカル議会が発足し、セミョーノフはそれに民政権力を移譲した。時を同じくして、独立したパルチザンを装った極東共和国軍の部隊がチタへ侵入し、9月15日にはネルチンスクの東ザバイカル労働者議会が革命委員会の樹立を宣言した。10月15日には日本軍がチタから撤兵し、赤軍は白軍守備隊に降伏を要求した。白軍はこれを拒絶したが、赤軍は19日からチタへ進軍を始め、22日にチタを占領した。25日、極東共和国政府はチタへ移転した。10月には臨時東ザバイカル議会はネルチンスク地方革命委員会との合同会議において解散を宣言し、極東共和国へと編入された。